# ایزاتین
ایزاتین (به انگلیسی: Isatin)، که با نام تریبولین نیز شناخته می‌شود، یک ترکیب آلی با فرمول C8H5NO2 است که از ایندول مشتق شده‌است. این ترکیب اولین بار توسط Otto Linné Erdman و Auguste Laurent در سال ۱۸۴۰ به عنوان محصولی از اکسایش رنگ نیل توسط نیتریک اسید و کرومیک اسیدها به دست آمد.
ایزاتین یک محصول طبیعی شناخته شده‌است که می‌تواند در گیاهان از تیره وسمه، در تیرهدرخت گلوله توپ، و همچنین در انسان، به عنوان یک مشتق متابولیک آدرنالین یافت شود.
این ماده به صورت پودر نارنجی مایل به قرمز است و معمولاً به عنوان ماده اولیه برای سنتز طیف گسترده‌ای از ترکیبات فعال بیولوژیکی از جمله ضد تومورها، ضد ویروس‌ها، ضد HIV, و ضد سل استفاده می‌شود.
همچنین هسته ایزاتین مسئول پدید آمدن رنگ ترکیباتی چون «آبی مایا» و «زرد مایا» است.

## برای مطالعهٔ بیشتر
- Popp, Prank D. (1975). "The Chemistry of Isatin". Advances in Heterocyclic Chemistry Volume 18. Advances in Heterocyclic Chemistry. 18. pp. 1–58. doi:10.1016/S0065-2725(08)60127-0. ISBN 978-0-12-020618-6.
- Silva, Joaquim F. M. da; Garden, Simon J.; Pinto, Angelo C. (June 2001). "The chemistry of isatins: a review from 1975 to 1999". Journal of the Brazilian Chemical Society. 12 (3): 273–324. doi:10.1590/S0103-50532001000300002.
- Mesropyan, E. G.; Avetisyan, A. A. (2009). "New isatin derivatives". Russian Journal of Organic Chemistry. 45 (11): 1583. doi:10.1134/S1070428009110013.
- Varun, Varun; Sonam, Sonam; Kakkar, Rita (2019). "Isatin and its derivatives: a survey of recent syntheses, reactions, and applications". MedChemComm. 10 (3): 351–368. doi:10.1039/C8MD00585K. PMC 6438150. PMID 30996856.